# Krajčinovići
Krajčinovići (cyr. Крајчиновићи) – wieś w Bośni i Hercegowinie, w Republice Serbskiej, w gminie Milići. W 2013 roku liczyła 143 mieszkańców.